# Фарук Бен-Мустафа
Фарук Бен-Мустафа (фр. Farouk Ben Mustapha, нар. 1 липня 1989, Бізерта) — туніський футболіст, воротар «Аль-Шабаба».

## Клубна кар'єра
Народився 1 липня 1989 року в місті Бізерта. Вихованець футбольної школи клубу «Бізертен». Дорослу футбольну кар'єру розпочав 2009 року в основній команді того ж клубу, в якій провів п'ять сезонів, взявши участь у 111 матчах чемпіонату. Більшість часу, проведеного у складі «Бізертена», був основним голкіпером команди і відзначався досить високою надійністю, пропускаючи в іграх чемпіонату в середньому менше одного голу за матч. За підсумками сезону 2012/13 допоміг команді виграти Кубок Тунісу.
Своєю грою за цю команду привернув увагу представників тренерського штабу клубу «Клуб Африкен», до складу якого приєднався влітку 2014 року. Відіграв за команду зі столиці Тунісу наступні три сезони своєї ігрової кар'єри. Граючи у складі «Клуб Африкен» також здебільшого виходив на поле в основному складі команди і не дозволяв суперникам забивати у свої ворота в середньому більше одного голу за гру. З командою вигравав чемпіонат (2015) і Кубок Тунісу (2017).
Влітку 2017 року приєднався до складу саудівського клубу «Аль-Шабаб». Станом на 13 червня 2017 року відіграв за саудівську команду 26 матчів в національному чемпіонаті.

## Виступи за збірну
2009 року дебютував в офіційних матчах у складі національної збірної Тунісу. 
2011 року у складі внутрішньої збірної Тунісу став переможцем Чемпіонату африканських націй.
У складі національної збірної був учасником Кубка африканських націй 2010 року в Анголі, Кубка африканських націй 2013 року у ПАР та , Кубка африканських націй 2015 року в Екваторіальній Гвінеї, після чого потрапив у заявку і на чемпіонат світу 2018 року у Росії.
Наразі провів у формі головної команди країни 15 матчів.

## Досягнення

### Клубні
- Чемпіон Тунісу: 2015
- Володар Кубка Тунісу: 2013, 2017

### Збірні
- Переможець Чемпіонату африканських націй: 2011